# Hemmerde (Adelsgeschlecht)

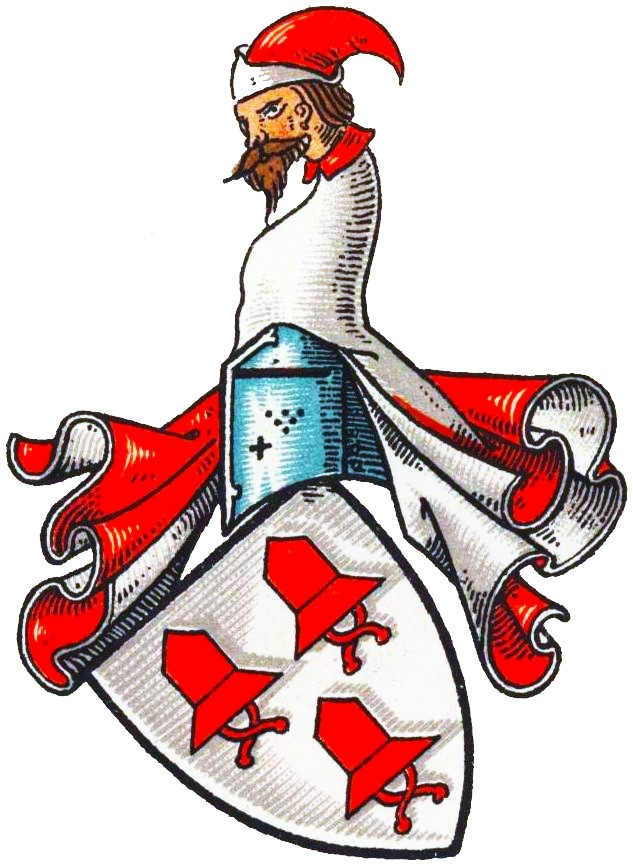
Wappen derer von Hemmerde im Wappenbuch des Westfälischen Adels

Hemmerde (auch Hemerde, Hemmerde genannt Drenhusen oder ähnlich) ist der Name eines erloschenen westfälischen Adelsgeschlechts.
Die Familie ist von den ebenfalls westfälischen, aber wappenverschiedenen Hemmerde genannt Veleko zu unterscheiden.

## Geschichte
Das Geschlecht hatte seinen namensgebenden Stammsitz in Hemmerde, heute ein Stadtteil von Unna. Das Geschlecht erscheint erstmals 1152 mit Widecho de Hemerde. Ruothger von Hemerde wird 1295 in einer Urkunde des Klosters Wedinghausen erwähnt. Helmich von Hemmerde war 1321 Bürger zu Soest.
Johann von Hemmerde verkaufte 1342 Äcker bei Schüren. Lambert von Hemmerde war 1374 Propst des Klosters Scheda. 1376 tritt Engelbert von Hemmerde auf, der ein Lehen Gut Niederhove zu Horstmar besaß.
1373 verpfändete Knappe Heinrich von Hemmerde mit Zustimmung seiner Frau Alverade und seiner Kinder seinem Neffen Kurt von Langenstrot seine halbe Hufe to dem Mordeye sowie eine jährliche Kornrente aus seiner halben Hufe zu Ostereneden. Die jeweils andere Hälfte war Eigentum des Karge von Hemmerde. Zeitgleich verpfändete derselbe seinem Neffen Heinrich von Langenstrot eine halbe Hufe zu Wulmeringhausen und eine Kornrente aus der bereits o. g. halben Hufe zu Ostereneden. Auch die andere Hälfte der Hufe zu Wulmeringhausen gehörte Karge von Hemmerde. Derselbe Knappe Heinrich von Hemmerde verpflichtete sich 1379 den von den Brüdern Kurt und Heinrich von Langenstrot lehnrührigen halben Zehnten zu Höckelheim (Hokelhem) vom Kloster Lippstadt innerhalb von sechs Jahren einzulösen.
Ludeke von Hemmerde gelobte 1404 mit der Summe, die ihm Rembert von Schorlemer zurückzuzahlen hatte, den halben Zehnten zu Höckelheim einzulösen, den sein verstorbener Vater dem Kloster Lippstadt verpfändet hatte und der von Kurt von Langenstrot zu Lehen ging. Sein Oheim Ehrenfried von der Molen siegelte mit. Derselbe Ludeke von Hemmerde verkaufte 1405 sein Gut zu Suttrop an seinen Oheim Kurt von Langenstrot und verzichtete 1415 gegenüber demselben Kurt auf alle Ansprüche auf Güter zu Eden, Ardey, Wulmeringhausen und Brüninghausen. 1417 quittierte derselbe Ludeke eine Zahlung durch Ermfried von der Mollen. 1428 verpflichteten sich Ludeke von Hemmerde und Gories Frytke, binnen vier Jahren den Hof zu Hedemer, genannt Lipmanshof, der Langenstrotsches Freigut war und den sie mit Zustimmung Kurts von Langenstrot Senior an Hans Rosse verpfändet hatten, wieder einzulösen.
Karge von Hemmerde, seine Ehefrau Mette und ihre Kinder Albert, Heinrich und Kunne verpfändeten 1409 den halben Kobbinghof im Kirchspiel Hoinkhausen an Kurt von Langenstrot. Als Urkundenzeuge erscheint u. a. der oben genannte Ludeke von Hemmerde. Schon zwei Jahre zuvor hatten dieselben Karge und Mette einen Pfandbrief über den halben Kobbinghof, den sie von ihren Schwägern bzw. Brüdern Renfert und Ehrenfried von der Molen für mindestens vier Jahre besaßen, an Kurt von Langenstrot Senior zediert.
Wilhelm von Hemmerde war von 1416 bis 1456 Propst des Klosters Scheda. 1421 erklärte Johann van Drenhusen genannt van Hemerde (nach Dreihausen (Unna)) an die Güter, die sein Bruder Wilhelm von Hemmerde, Propst von Scheda, gekauft hatte, keine Ansprüche zu haben. 1419 oder früher hatte derselbe Johan van Drenhusen von Johann Frezeken Güter zu Berntorp gekauft.

## Wappen
Blasonierung: In Silber drei (2:1) Eisenhüte. Auf dem Helm mit rot-silbernen Helmdecken eine silberne Puppe mit roter Mütze.
Das Wappen gehört mit dem der von Ketelhodt, von Wendt und von Wandthoff zu einer westfälischen Wappenfamilie, ohne dass ein agnatischer Zusammenhang dieser Geschlechter nachweisbar ist.
1962 erhielt die Gemeinde Hemmerde ein Wappen auf Basis des Siegels von Johann von Drenhusen aus dem Jahre 1383.

Ehemaliges Gemeindewappen von Hemmerde (1962–1968)